# Olympic (zespół muzyczny)

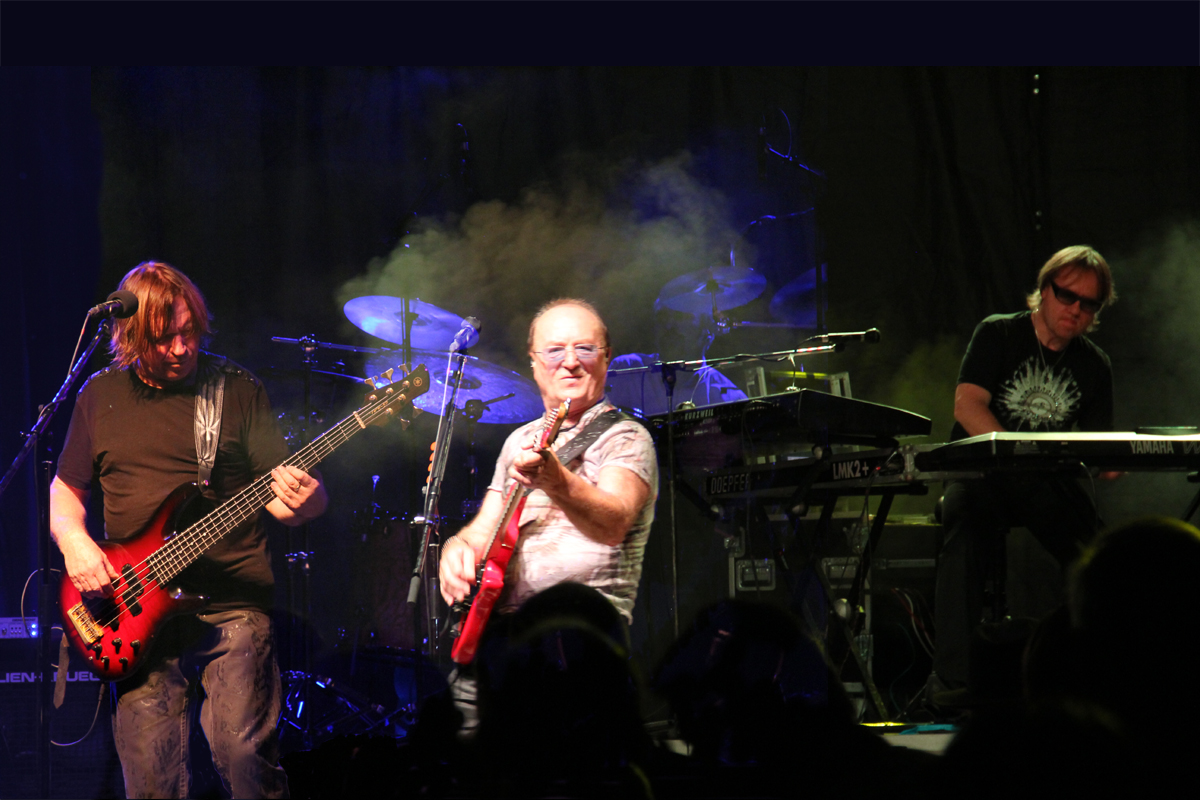
Olympic (2014)

Olympic – czeski zespół rockowy, założony w 1963 roku.
Ich pierwszy album zatytułowany Želva jest zaliczany do przełomowych albumów czeskiego big beatu.
Do popularnych utworów zespołu należą Dej mi víc své lásky, Želva, Jasná zpráva, Osmý den, Okno mé lásky.

## Członkowie
- Petr Janda – gitara, wokale
- Milan Broum – gitara basowa, wokale
- Martin Vajgl – perkusja wokale

Byli członkowie
- Miroslav Berka (klawisze 1962–1987)
- Jiří Valenta (klawisze, wokale 1986–2020)[3]

## Dyskografia
Albumy studyjne
- 1968: Želva (Supraphon)
- 1969: Pták Rosomák (Supraphon)
- 1971: Jedeme jedeme (Supraphon)
- 1973: Olympic 4 (Supraphon)
- 1978: Marathon (Supraphon)
- 1980: Prázdniny na Zemi (Supraphon)
- 1981: Ulice (Supraphon)
- 1984: Laboratoř (Supraphon) / Laboratory (Artia)
- 1985: Kanagom (Supraphon)
- 1986: Bigbít (Supraphon)
- 1988: Když ti svítí zelená (Supraphon)
- 1990: Ó jé (Supraphon)
- 1994: Dávno BEST I.A., a.s.
- 1997: Brejle BEST I.A., a.s.
- 1999: Karavana BEST I.A., a.s.
- 2003: Dám si tě klonovat BEST I.A., a.s.
- 2006: Trilogy (3CD) BEST I.A., a.s.
- 2007: Sopka BEST I.A., a.s.
- 2011: Back to Love BEST I.A., a.s.
- 2013: Souhvězdí šílenců (Supraphon)
- 2014: Souhvězdí drsňáků (Supraphon)
- 2015: Souhvězdí romantiků (Supraphon)
- 2018: Trilobit (Supraphon)
- 2020: Kaťata (Supraphon)